# Survivor Series (2005)
Survivor Series 2005 fue la decimonovena edición de Survivor Series, un evento pago por visión de lucha libre profesional, producido por la World Wrestling Entertainment. Tuvo lugar el 27 de noviembre de 2005, desde el Joe Louis Arena en Detroit, Míchigan. El tema oficial fue "Lights Out" de P.O.D.

## Resultados
- Dark match: Juventud (con Psicosis &  Super Crazy) derrotó a Simon Dean (4:10)
  - Juventud cubrió a Dean después de un "Juvi Driver".
- Booker T (w/Sharmell) derrotó a Chris Benoit (14:39)
  - Booker cubrió a Benoit con un "Roll-Up" afirmándose de las cuerdas.
  - Durante la lucha, Sharmell intervino a favor de Booker.
- Trish Stratus (con Mickie James) derrotó a Melina (con Joey Mercury & Johnny Nitro) reteniendo el Campeonato Femenino de la WWE (6:30)
  - Stratus cubrió a Melina después de un "Diving Bulldog", después de una intervención de Mickie James.
  - Como consecuencia, Stratus mantuvo el campeonato en RAW.
  - Si Melina ganaba el campeonato, se la llevaba a SmackDown!.
  - Durante la lucha, Nitro y Mercury intentaron aplicarle un "Snapshot" a Stratus pero el árbitro lo evitó y los expulsó del ringside.
- Triple H derrotó al Campeón Intercontinental Ric Flair en un Last Man Standing Match (27:01)
  - Ric Flair no pudo levantarse antes del conteo de 10 después de ser golpeado con un mazo.
  - El Campeonato Intercontinental de Flair no estaba en juego.
- John Cena derrotó a Kurt Angle (con Daivari como árbitro especial) reteniendo el Campeonato de la WWE (13:58)
  - Cena cubrió a Angle después de un "FU".
  - Daivari, junto con Chad Patton y Mickie Henson, fueron noqueados en el combate. Charles Robinson acudió a realizar el conteo para Cena.
- Theodore Long (Gerente General de SmackDown!) (con Palmer Cannon) derrotó a Eric Bischoff (Gerente General de RAW) (5:26)
  - Long cubrió a Bischoff después de que The Boogeyman aplicara a Bischoff un "Goodnight".
  - Durante la lucha, Bischoff atacó a Cannon.
  - Se usaron a dos árbitros durante la lucha, uno de raw y otro de SmackDown!.
  - Lilian García anuncio a Bischoff durante su entrada mientras Tony Chimel anuncio a Long.
- Team SmackDown! (Batista, Bobby Lashley, JBL, Rey Mysterio & Randy Orton) (con Bob Orton y Jillian Hall) derrotó al Team RAW (Chris Masters, Kane & The Big Show, Carlito & Shawn Michaels) en un Traditional Survivor Series Elimination Match (24:02)

-   - Después de la lucha, casi todo el roster de SmackDown (con excepción de sus compañeros de equipo y Matt Hardy) salieron a celebrar el triunfo de Orton.
  - Después de la pelea, The Undertaker hizo su aparición vengándose de Orton y atacando al roster de SmackDown.
  - Lilian García anuncio al equipo de Raw durante su entrada mientras Tony Chimel anuncio al equipo SmackDown!.
  - Eddie Guerrero estuvo originalmente en la lucha como parte del Team SmackDown!, pero falleció semanas antes del evento y Randy Orton fue el encargado de reemplazarlo.

| N.º de eliminación | Luchador                      | Equipo                        | Eliminado por                 | Técnica de eliminación                                                                | Tiempo                        |
| ------------------ | ----------------------------- | ----------------------------- | ----------------------------- | ------------------------------------------------------------------------------------- | ----------------------------- |
| 1                  | Bobby Lashley                 | Team SmackDown!               | Shawn Michaels                | "Chokeslam" de Kane                                                                   | 7:18                          |
| 2                  | Kane                          | Team RAW                      | Batista                       | "619" y "Spinebuster"                                                                 | 11:44                         |
| 3                  | Batista                       | Team SmackDown!               | The Big Show                  | "Double Chokeslam" con Kane                                                           | 12:28                         |
| 4                  | The Big Show                  | Team RAW                      | Rey Mysterio                  | "Clothesline From Hell", "619", "RKO", otra "Clothesline From Hell" y "Seated Senton" | 14:29                         |
| 5                  | Carlito                       | Team RAW                      | JBL                           | "Clothesline From Hell"                                                               | 17:36                         |
| 6                  | Chris Masters                 | Team RAW                      | Rey Mysterio                  | "619" y "Droppin' Da Dime"                                                            | 19:02                         |
| 7                  | Rey Mysterio                  | Team SmackDown!               | Shawn Michaels                | Invertir un "Springboard Hurracarrana" en un "Sweet Chin Music"                       | 20:31                         |
| 8                  | JBL                           | Team SmackDown!               | Shawn Michaels                | Invertir un "Clothesline From Hell" en un "Sweet Chin Music"                          | 20:46                         |
| 9                  | Shawn Michaels                | Team RAW                      | Randy Orton                   | "RKO" tras distracción de JBL                                                         | 24:02                         |
| Sobreviviente      | Randy Orton (Team SmackDown!) | Randy Orton (Team SmackDown!) | Randy Orton (Team SmackDown!) | Randy Orton (Team SmackDown!)                                                         | Randy Orton (Team SmackDown!) |

## Otros roles
Comentaristas de RAW
- Joey Styles
- Jerry "The King" Lawler
- Jonathan Coachman

Comentaristas de SmackDown!
- Michael Cole
- Tazz

Comentaristas en Español
- Carlos Cabrera
- Hugo Savinovich

Anunciador de RAW
- Lillian Garcia

Anunciador de SmackDown!
- Tony Chimel

Árbitros de RAW
- Mike Chioda
- Jack Doan
- Mickie Henson
- Chad Patton

Árbitros de SmackDown!
- Nick Patrick
- Jim Korderas
- Charles Robinson